# テトラクロロシクロプロペン
テトラクロロシクロプロペン(Tetrachlorocyclopropene)は、化学式C3Cl4の化合物である。無色液体で、アセチレン誘導体の合成等の有機合成に試薬として用いられる。テトラクロロエチレンにジクロロカルベンを付加することで合成される。
アリルプロピオール酸の合成にも用いられる。
C3Cl4  +  ArH  +  2 H2O  →  ArC2CO2H  +  4 HCl
ある環境ではジアリル化が起きてジアリルシクロプロぺノンが生成し、これが脱カルボニル化されてジアリルアセチレンを生じる。これらの反応は、トリクロロシクロプロペニウムイオン求電子剤(C3Cl3+)が仲介して進むと考えられている。